# Pesaro
Pesaro est une ville portuaire italienne d'environ 95 580 habitants (2022), située dans la province de Pesaro et d'Urbino, dans la région des Marches, en Italie centrale.

## Géographie
Pesaro est située sur le bord de la mer Adriatique à 150 km au sud-est de Bologne, et est arrosée par le Foglia. Centre de villégiature important situé entre deux collines, San Bartolo et Ardizio, Pesaro est la deuxième ville des Marches, après Ancône.

## Histoire
Les origines de la ville remontent à l'âge du fer. Le nom de la ville vient vraisemblablement du latin Pesarum ou Isaurum ou Pisaurum, qui est l'ancien nom du fleuve Foglia.
En 184 av. J.-C., Quintus Fulvius Nobilior y fonda une colonie de citoyens romains, origine de la ville actuelle.
Aux XVe – XVIe siècles, une branche cadette des Sforza de Milan a possédé la seigneurie, notamment Alessandro (frère du duc Francesco) et son petit-fils Giovanni (le premier mari de Lucrèce Borgia). 
En 1631, à la mort de François Marie II della Rovere, la ville retourne sous la domination papale, et devient le siège épiscopal.
En 1799, pendant l'occupation par Napoléon Ier, des agriculteurs et les sanfédistes prennent d'assaut la ville et tiennent le château pendant quelques mois.
Le 11 septembre 1860, la ville est occupée par le général Enrico Cialdini et est annexée à l'État italien après le plébiscite de novembre 1860.

## Culture
La ville est riche en monuments de la Renaissance.
Pesaro est la ville natale du compositeur Gioacchino Rossini, dont on peut visiter la maison au centre-ville, presque en face de l’évêché.
Elle fut également Capitale italienne de la culture pour l'année 2024.

### Manifestations
Depuis 1980, est organisé annuellement le Rossini Opera Festival.
Depuis 1965, a lieu chaque année la Mostra internazionale del Nuovo Cinema, l'un des plus importants festivals de cinéma consacrés au cinéma expérimental et à la recherche cinématographique.

## Monuments et patrimoine

### Église
- Cathédrale de Pesaro
- Église Notre-Dame-des-Grâces de Pesaro

### Musées
- Pinacothèque : entre autres, éléments du polyptyque de Saint-Augustin de Nicolò di Pietro et retable de Pesaro de Giovanni Bellini
- Centro des Arts visuels, la Pescheria, musée d'art contemporain
- Museo archeologico oliveriano, qui présente de nombreuses pièces archéologiques provenant de Novilara
- Musée des céramiques
- Maison Rossini où est né et a vécu le musicien Gioachino Rossini
- Musée Giancarlo Morbidelli (depuis 1999) où sont exposées 350 motos (dont certaines très rares)

### Théâtre

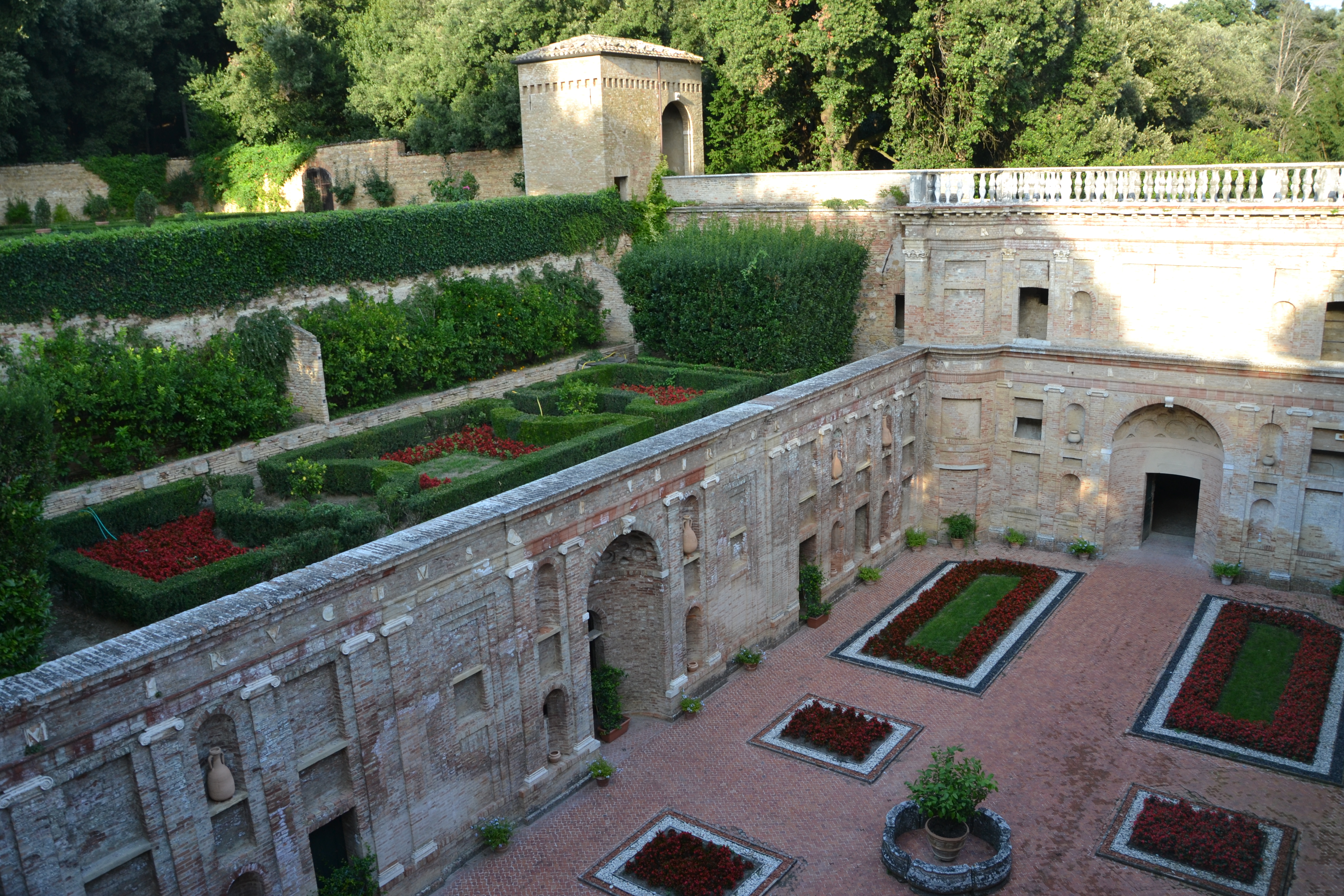
Théâtre Rossini  - Villa Imperiale.
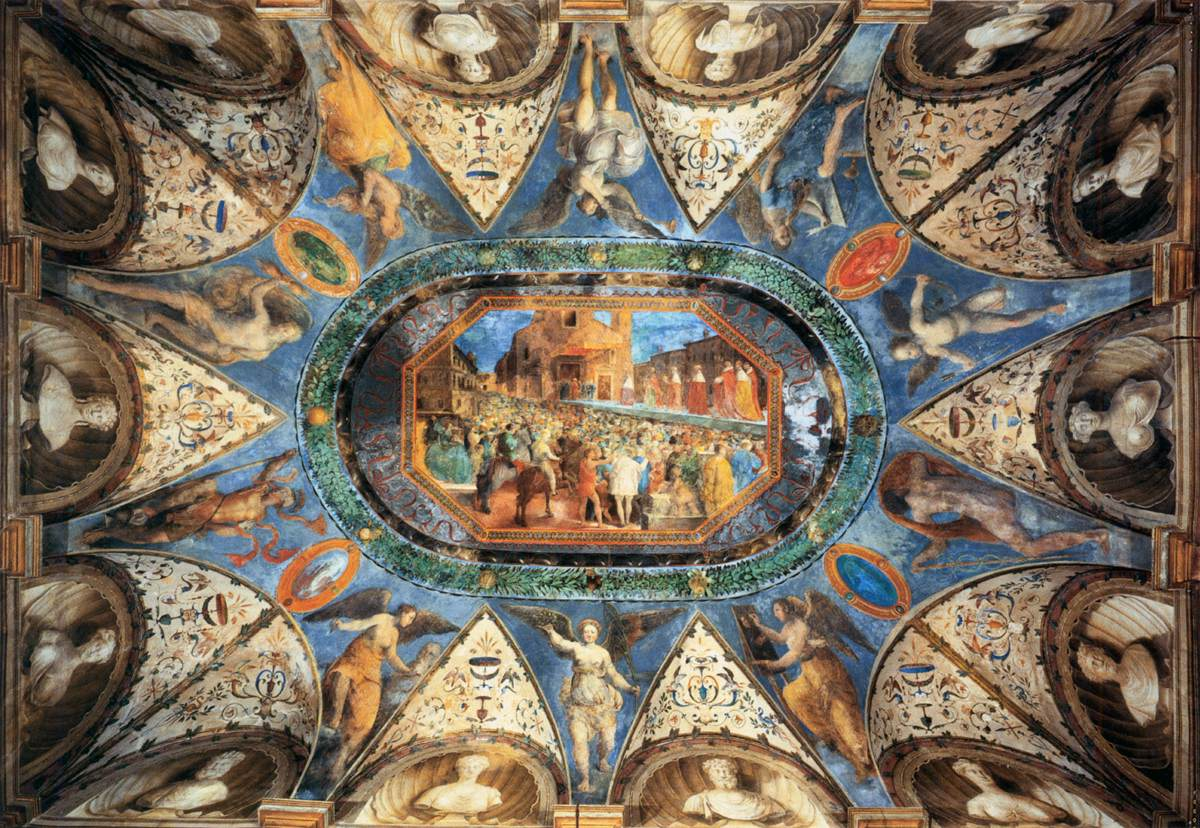
Plafond de la Villa impériale de Girolamo Genga.
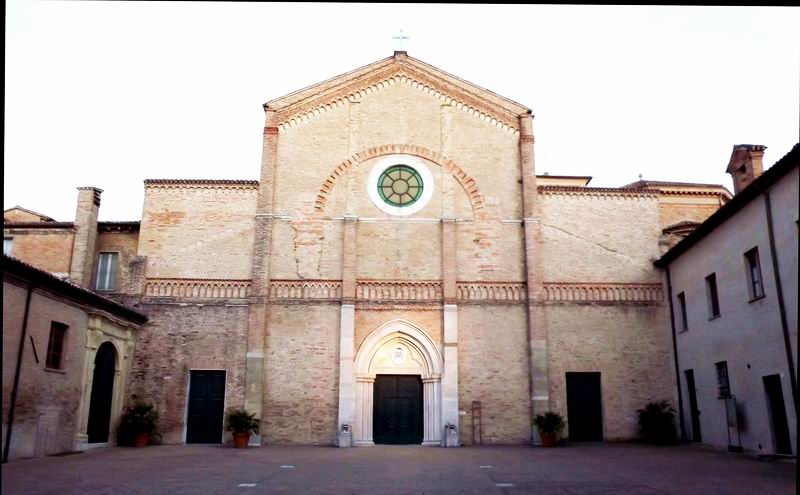
La cathédrale.
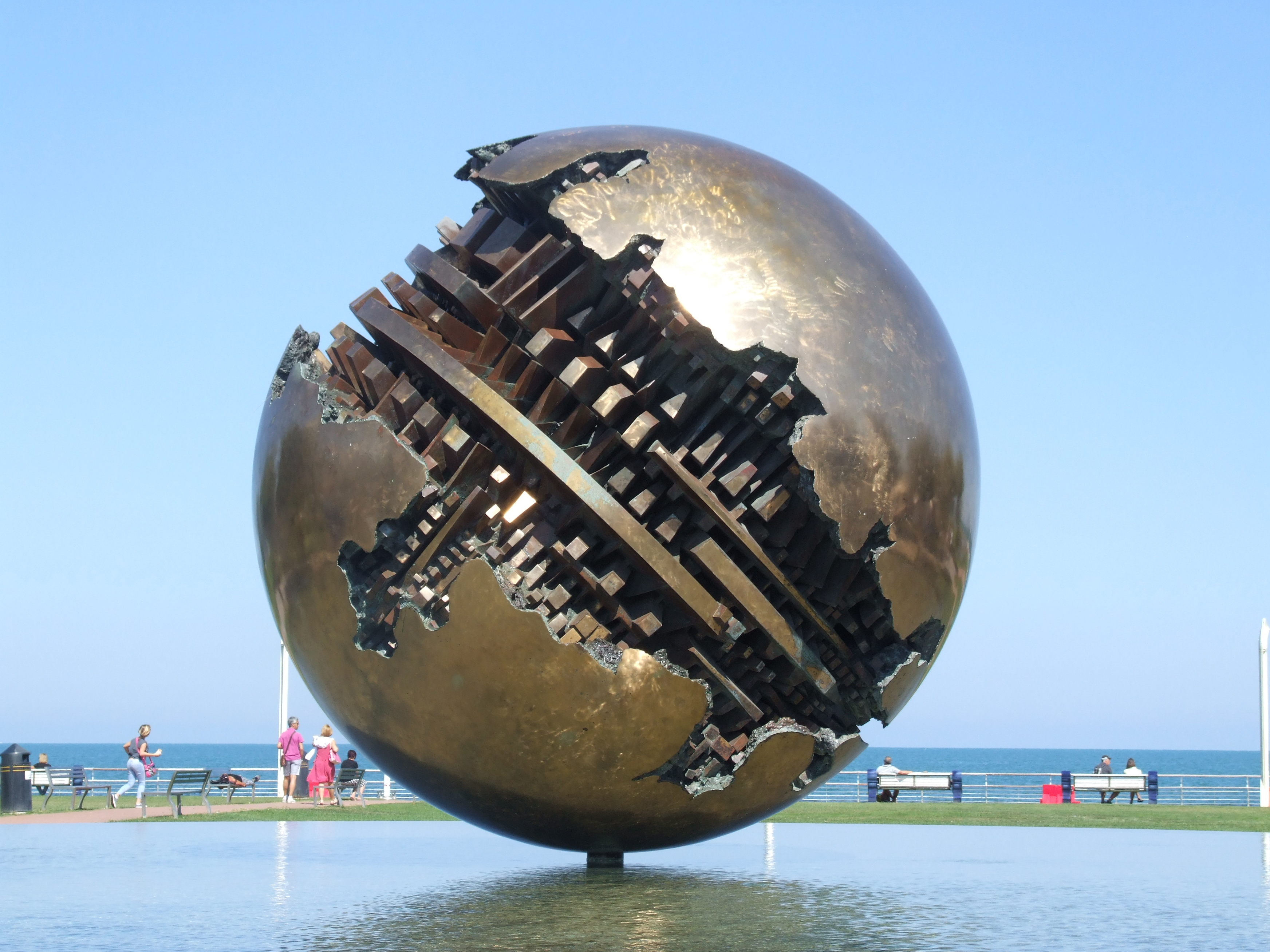
Fontaine Sfera Grande.
  - Plafond de la Villa impériale de Girolamo Genga.
  - La cathédrale.
  - Fontaine Sfera Grande.

### Bibliothèque
- Bibliothèque Oliveriana (manuscrits et incunables)[6].
- Archives d'état
- Bibliothèque d'Art des Musées Civiques
- Bibliothèque de l'Accadémie agraire de Pesaro,
- Bibliothèque San Giovanni
- Bibliothèque-archives d'histoire contemporaine V. Bobbato
- Archives photothèque de l'Association Nationale des Partisans d'Italie
- Archives de l'observatoire Valerio.

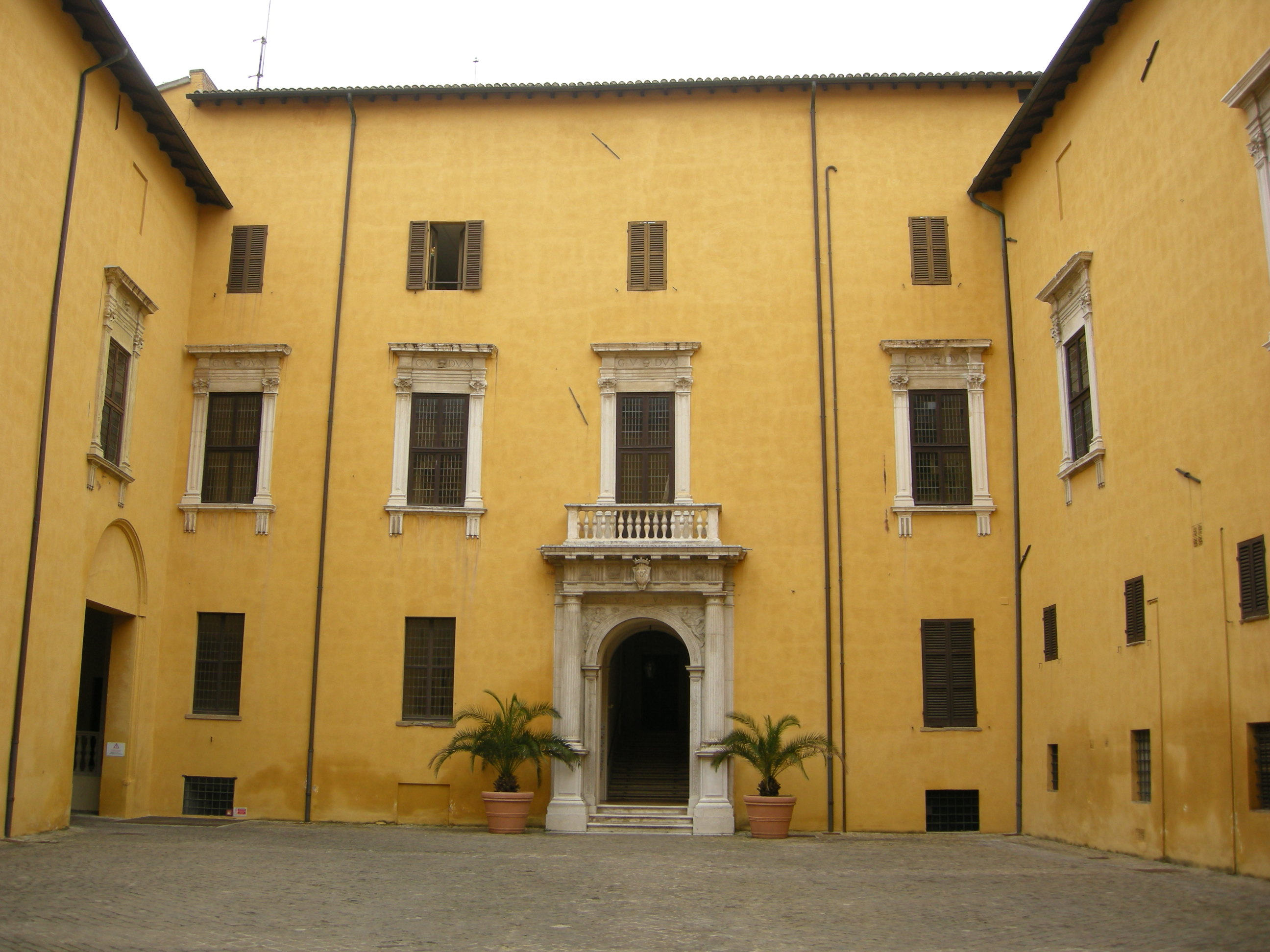
Cour intérieure du Palais Ducal.
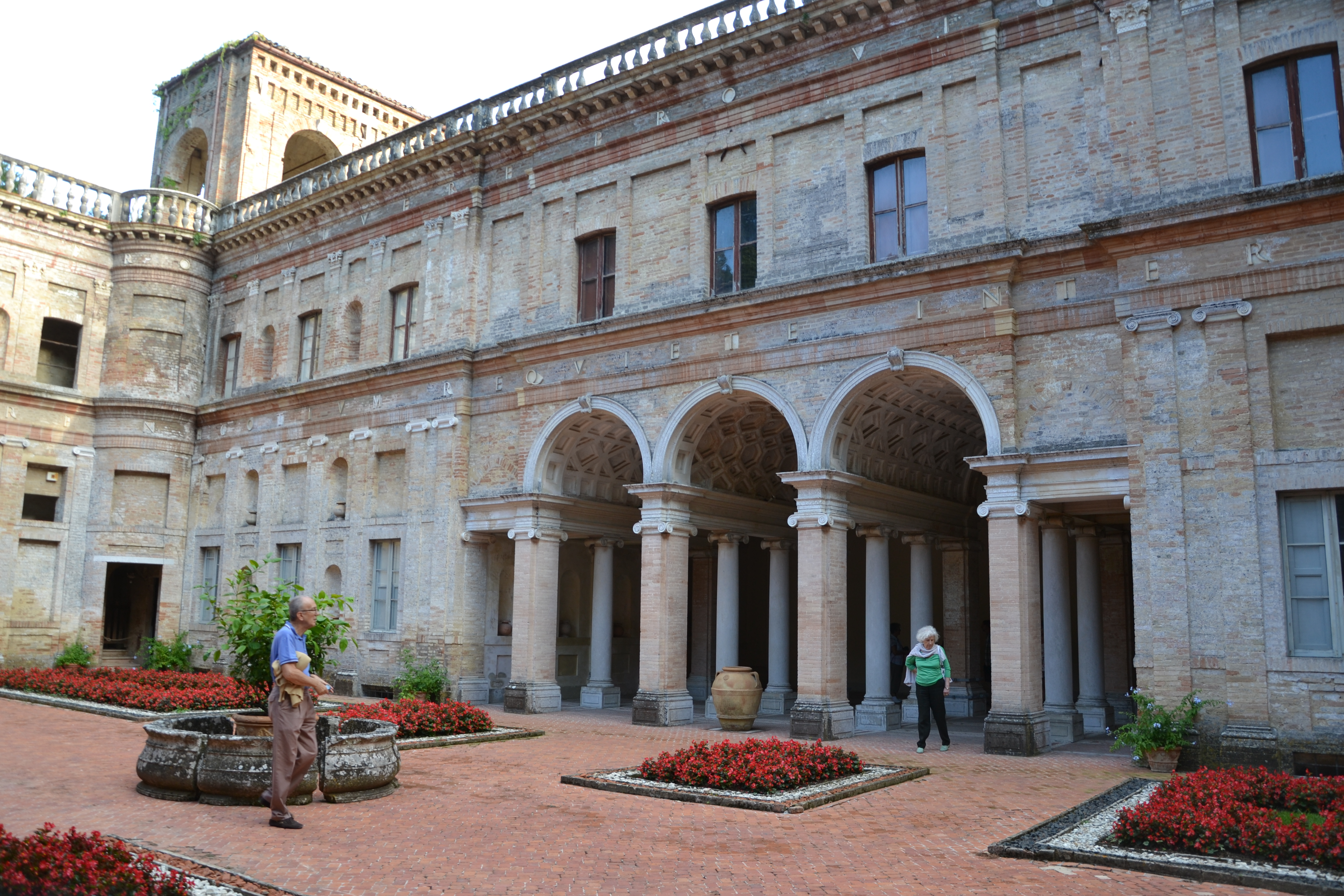
Cour d'honneur de la Villa Imperiale.
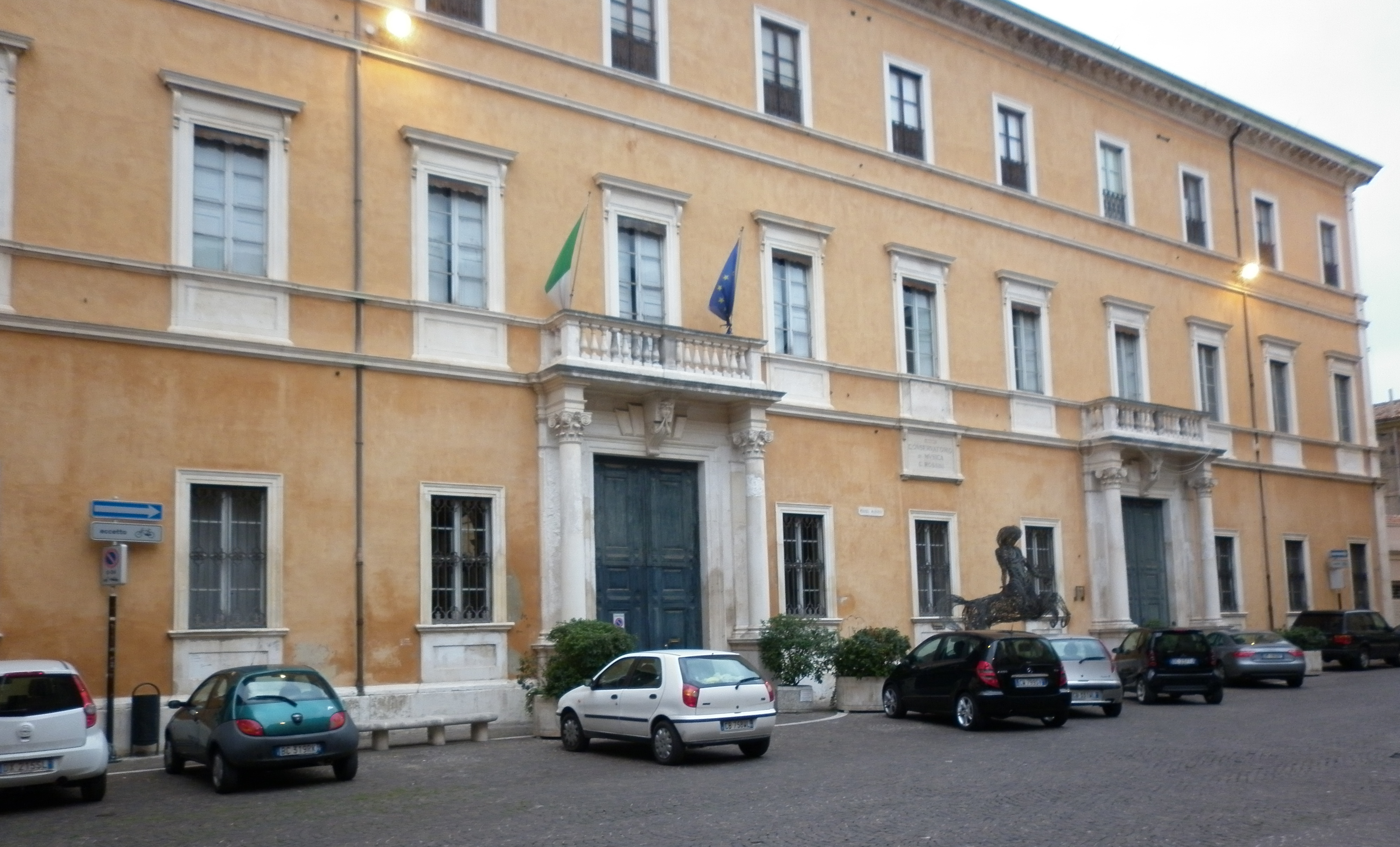
Conservatoire Rossini.
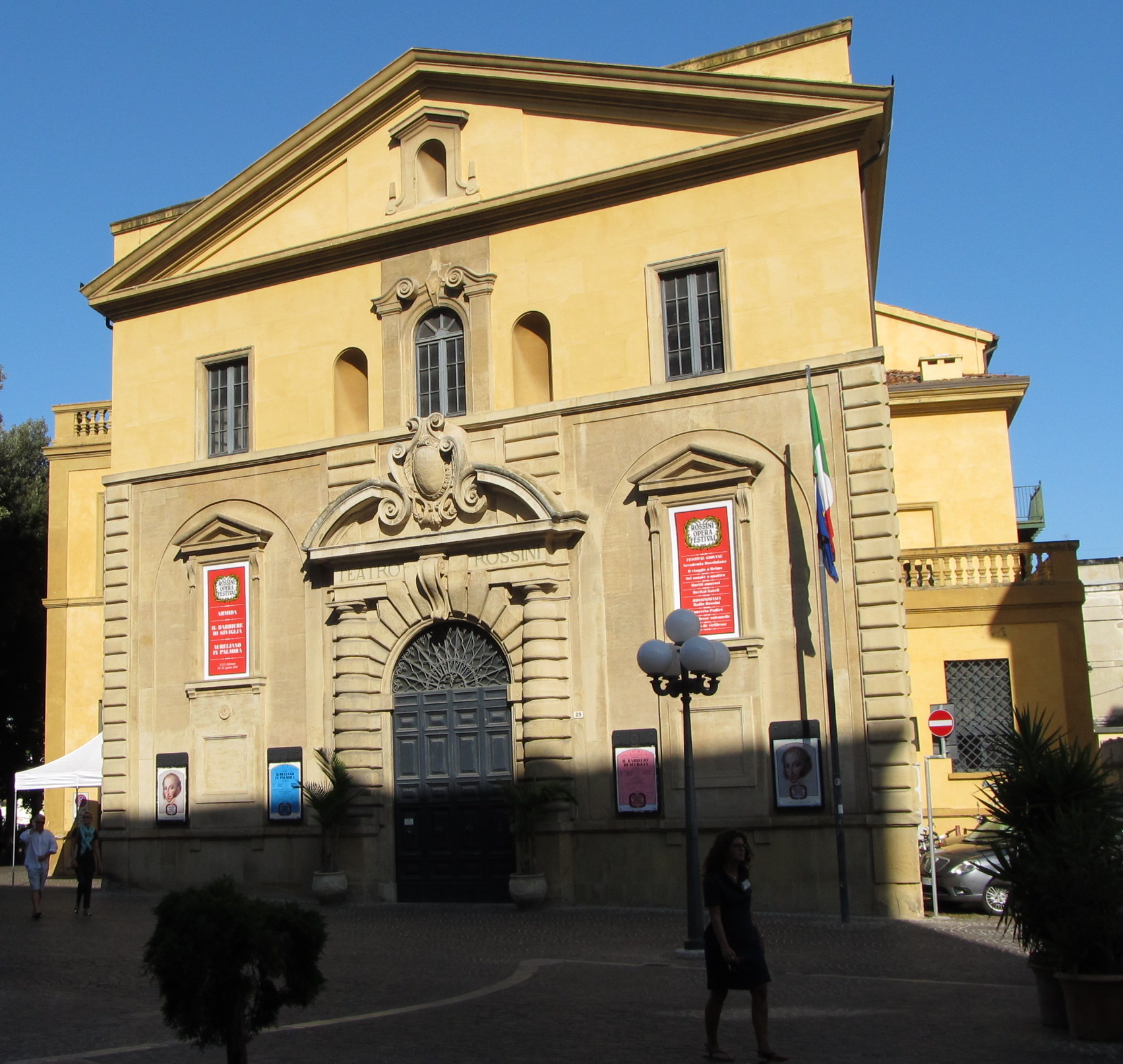
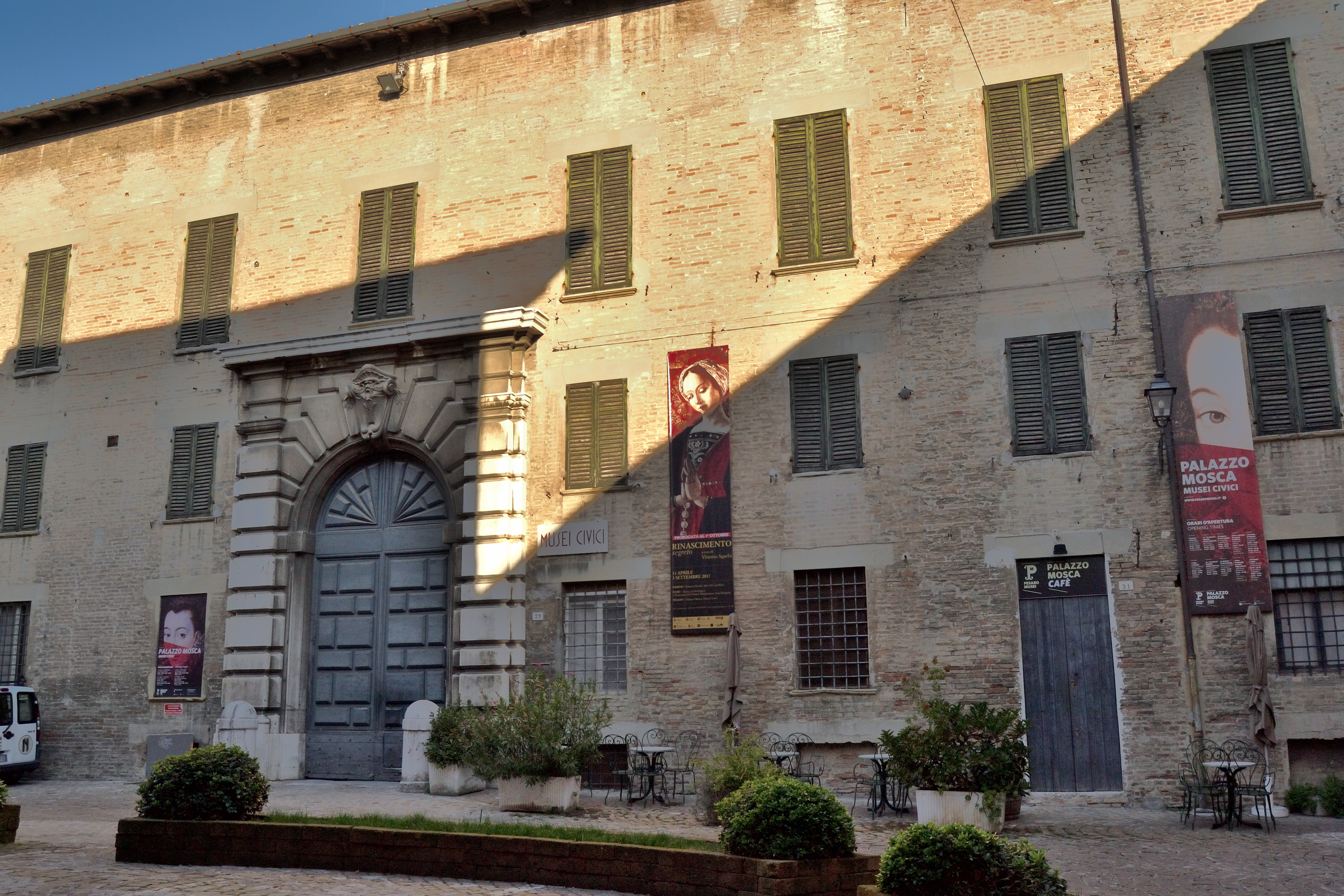
Musées civiques.

### Fontaines

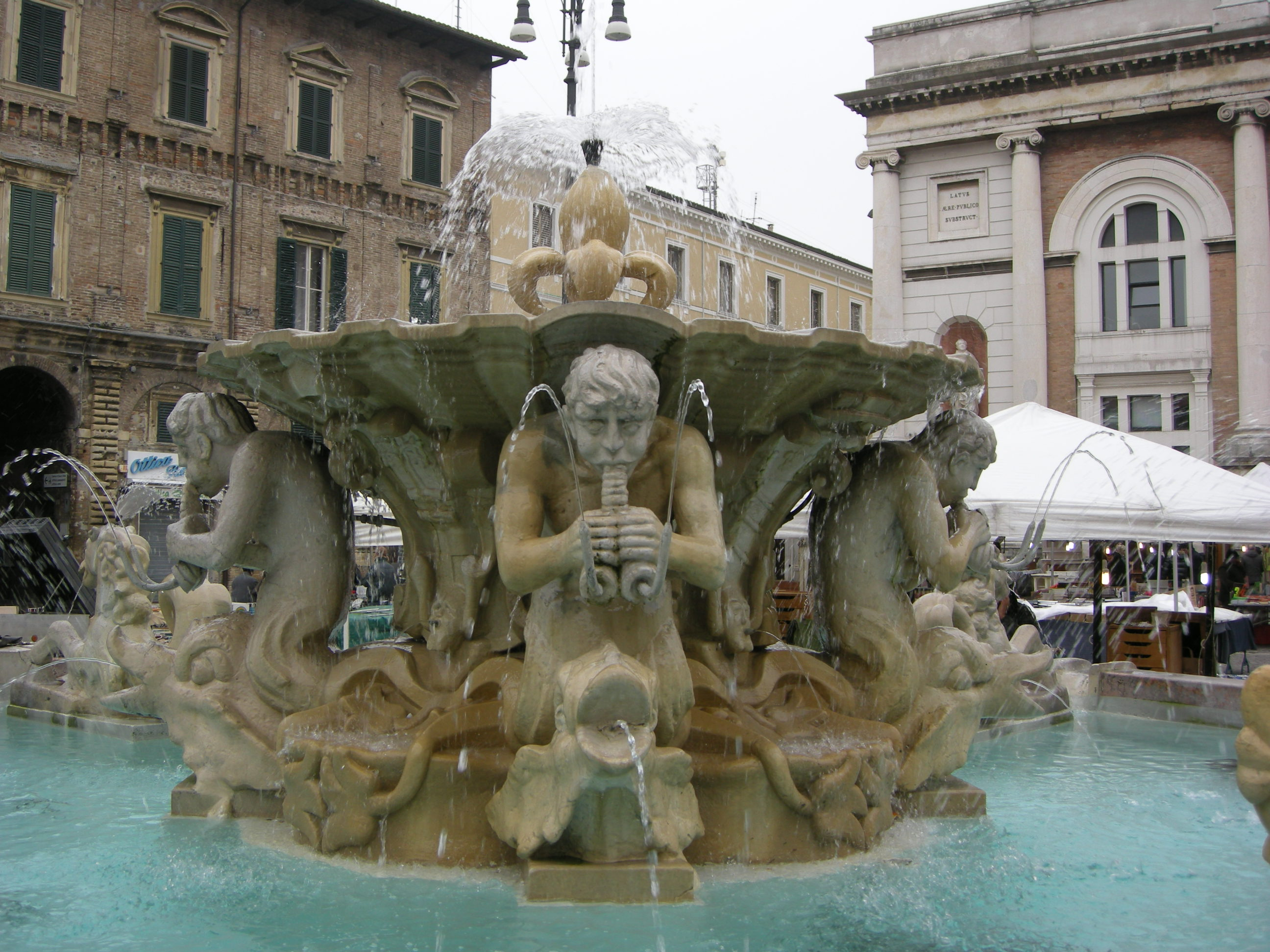
Fontaine de la Piazza del Popolo.

- Fontaine du Port La Foglietta
- Fontaine du Trebbio Fonte Rossa
- Fontaine de l'obélisque
- Fontaine de la Piazza del Popolo

### Villas et Palais
- Palais ducal de Pesaro
- Palais Machirelli, siège du conservatoire Rossini
- Villa imperiale sur la Colline San Bartolo, édifiée au XVe siècle et modifiée le siècle suivant. Les salles sont décorées par plusieurs artistes dont Bronzino, Francesco Menzocchi et Raffaellino del Colle

### Forteresse
- Rocca Costanza

## Arts

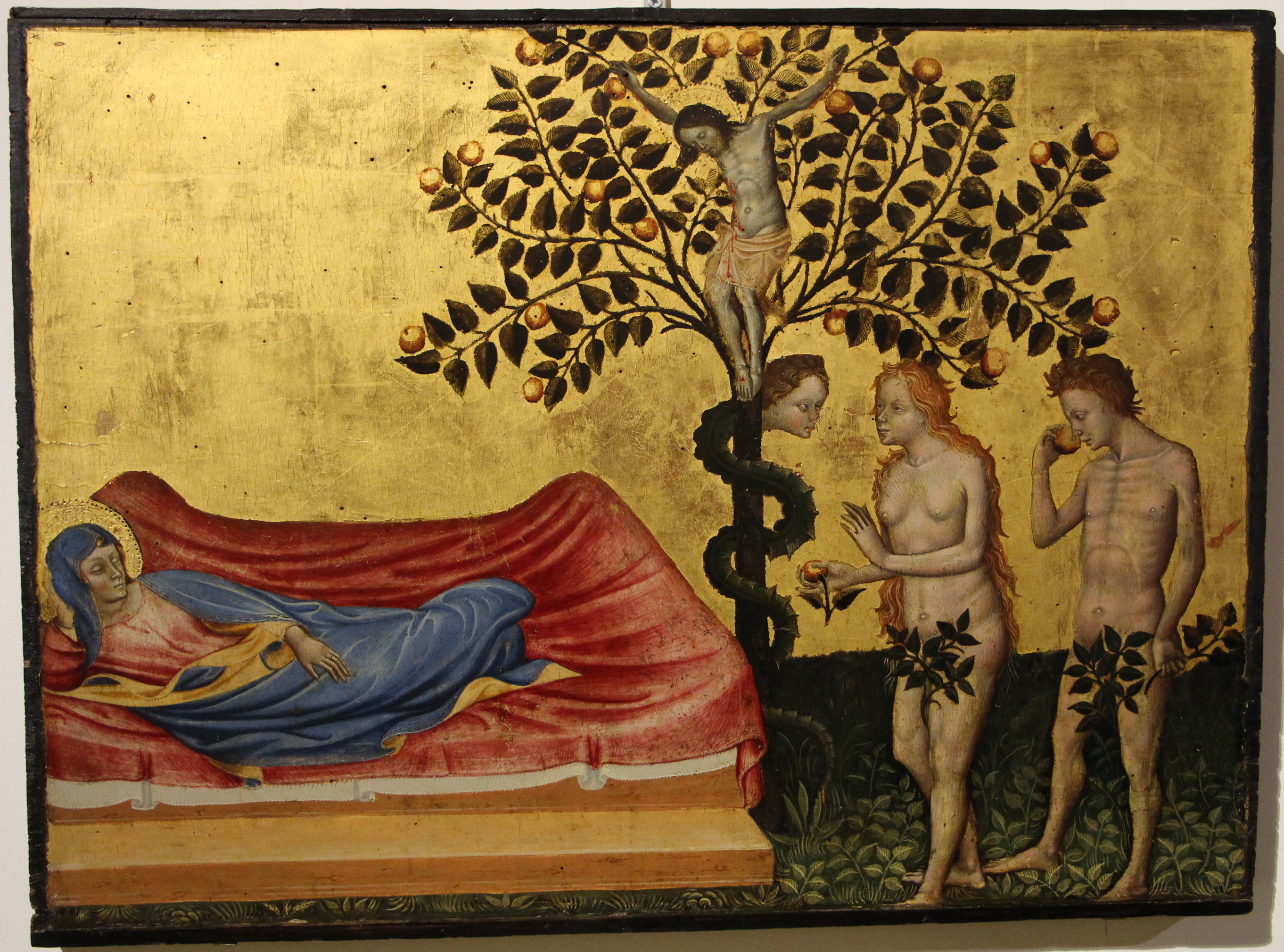
Le Songe de Marie, Michele di Matteo.
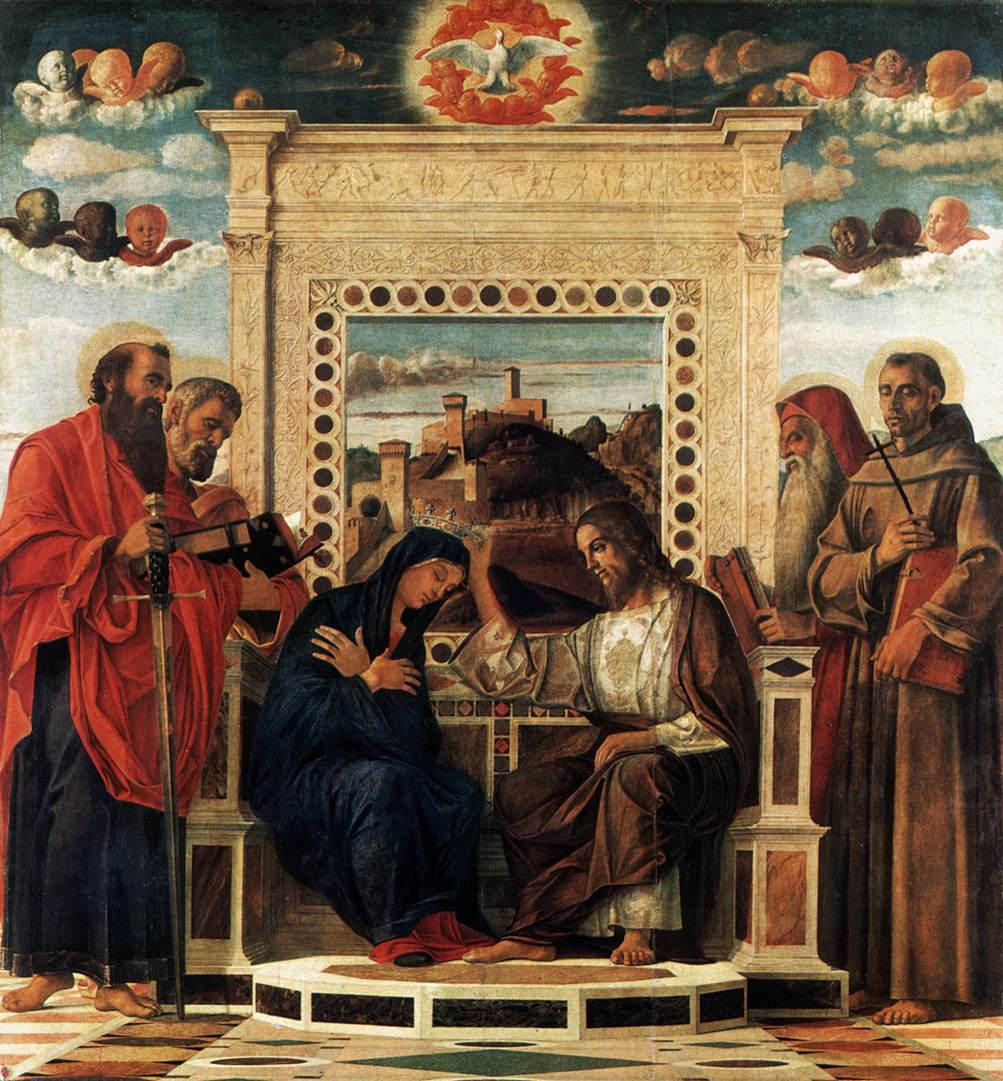
Le retable de Pesaro de Bellini.
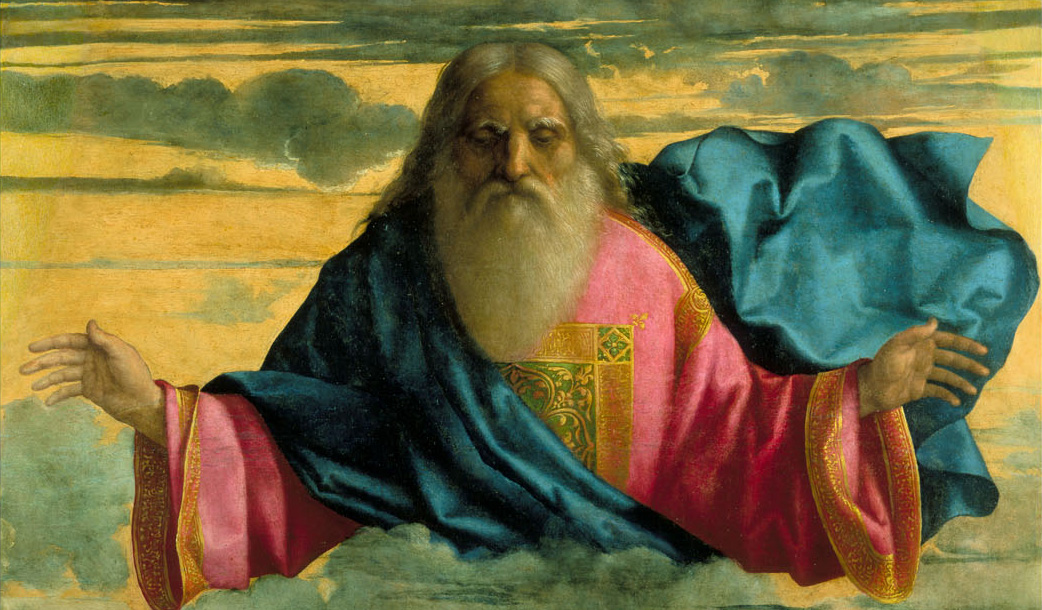
Dieu le père, Giovanni Bellini.
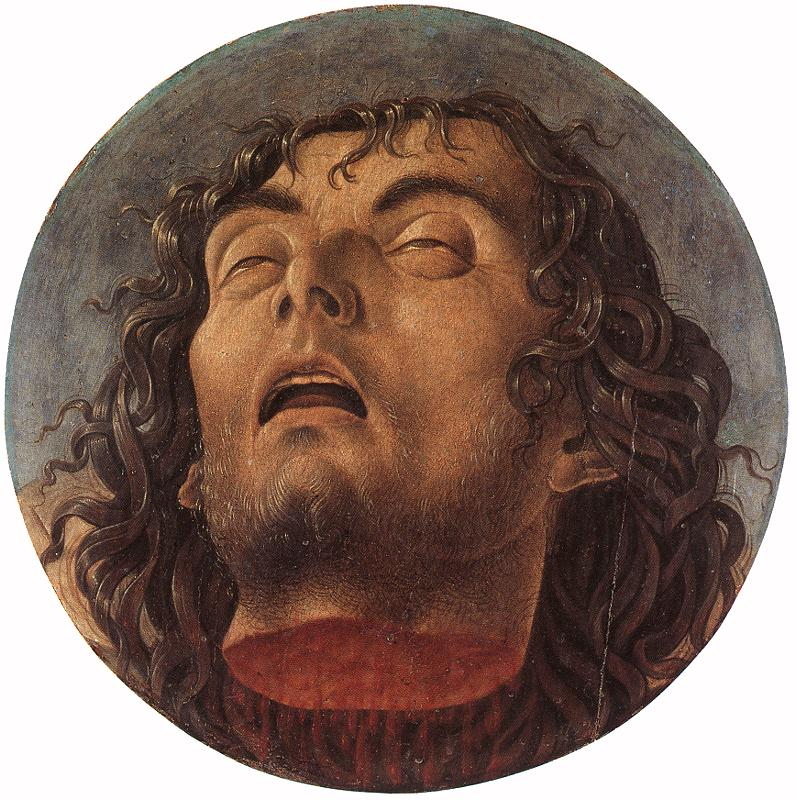
Marco Zoppo, decollation.
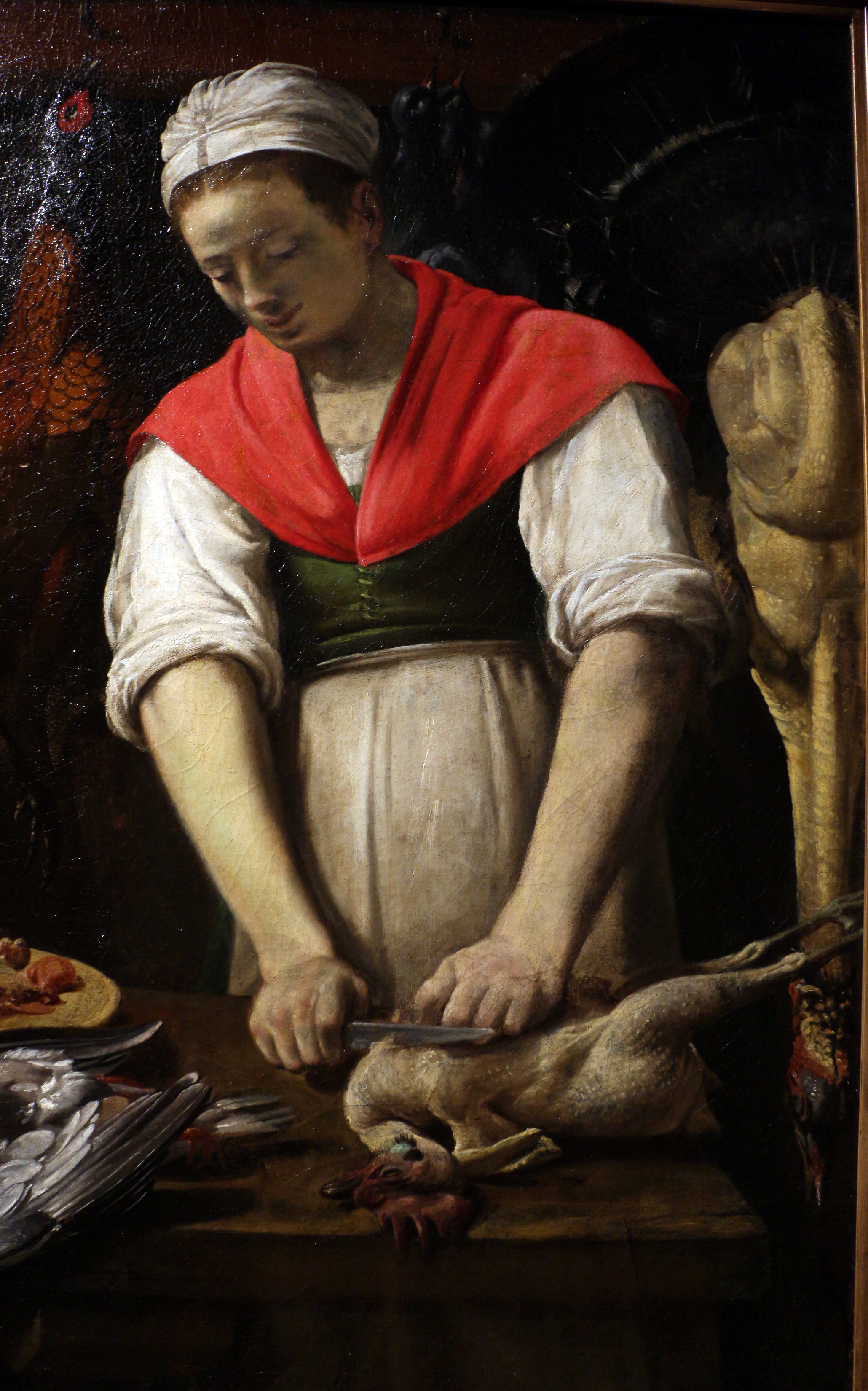
La pollarola de L'Empoli.
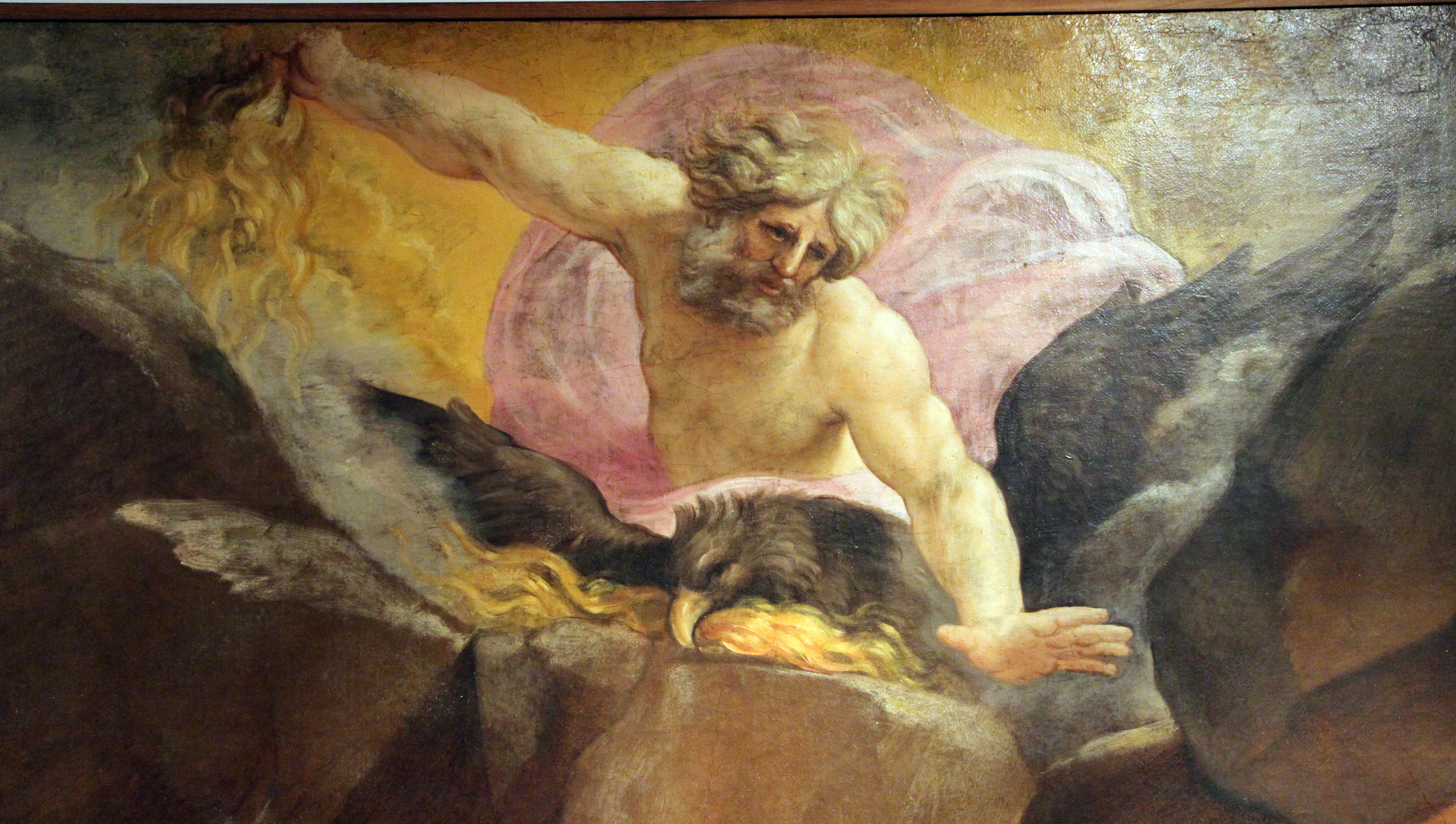
La chute des géants, Guido Reni.
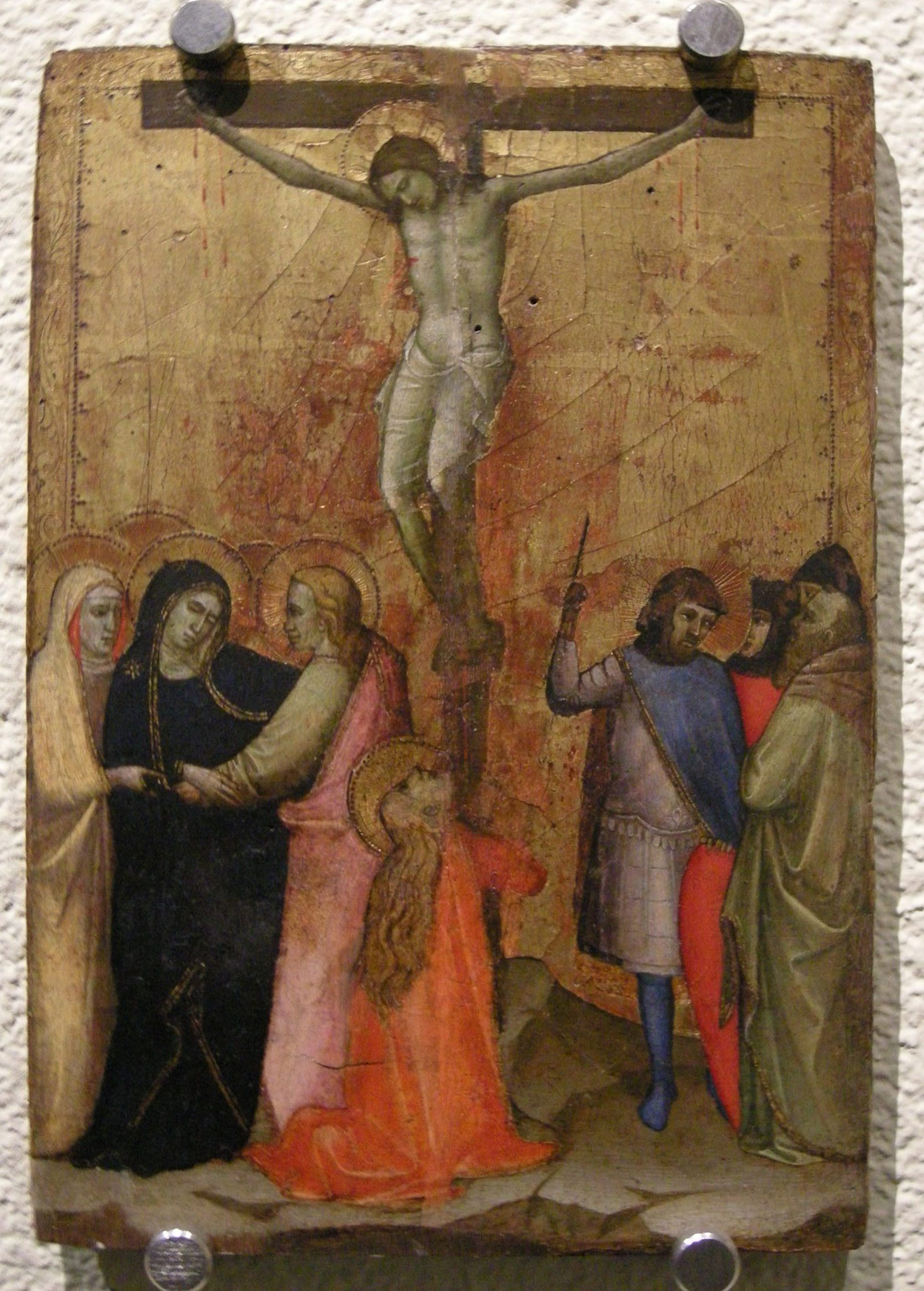
Crucifixion de Lorenzo Monaco.
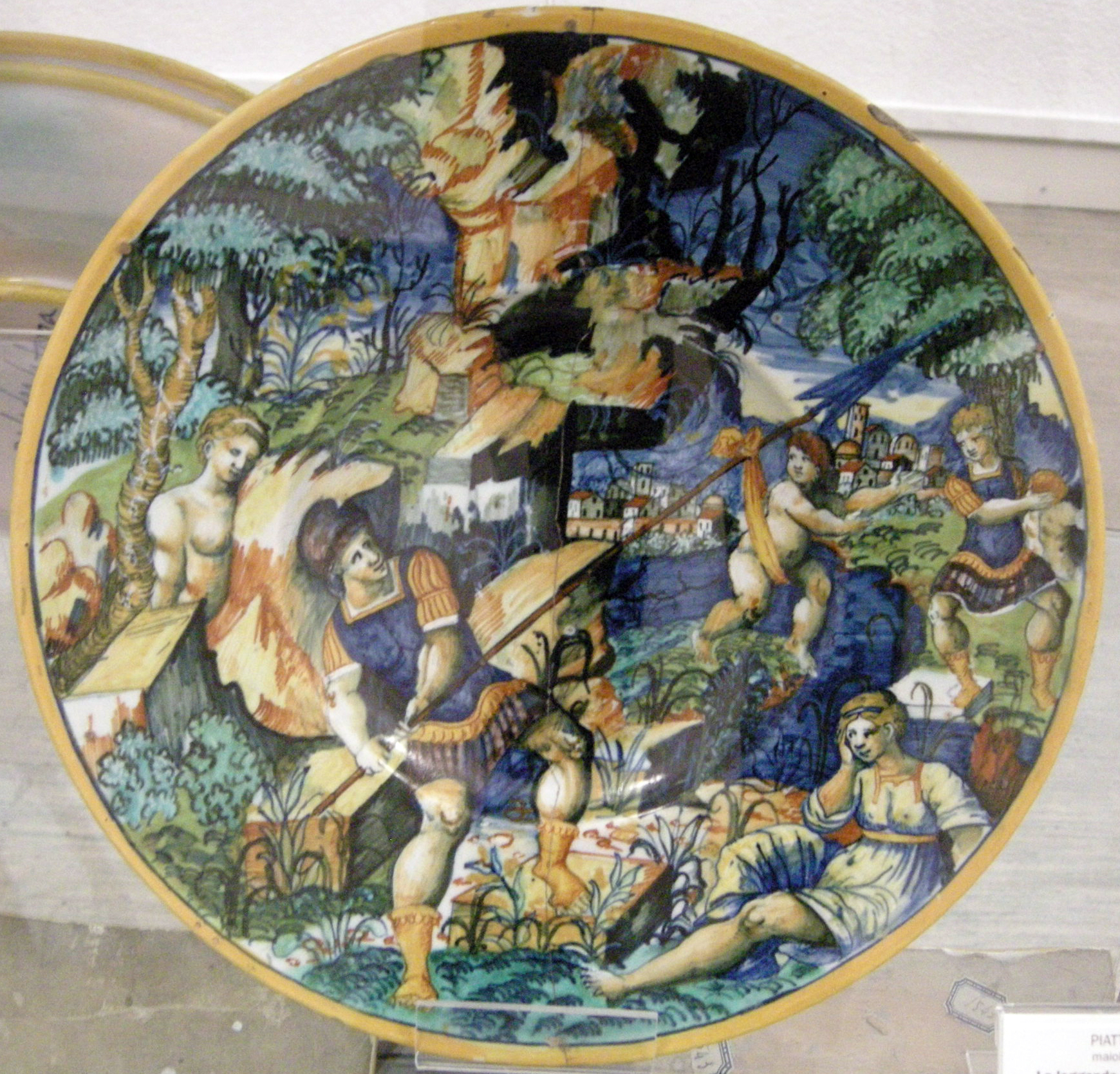
Céramique de Pesaro, peintre de la planète de Vénus, légende de Métabus.
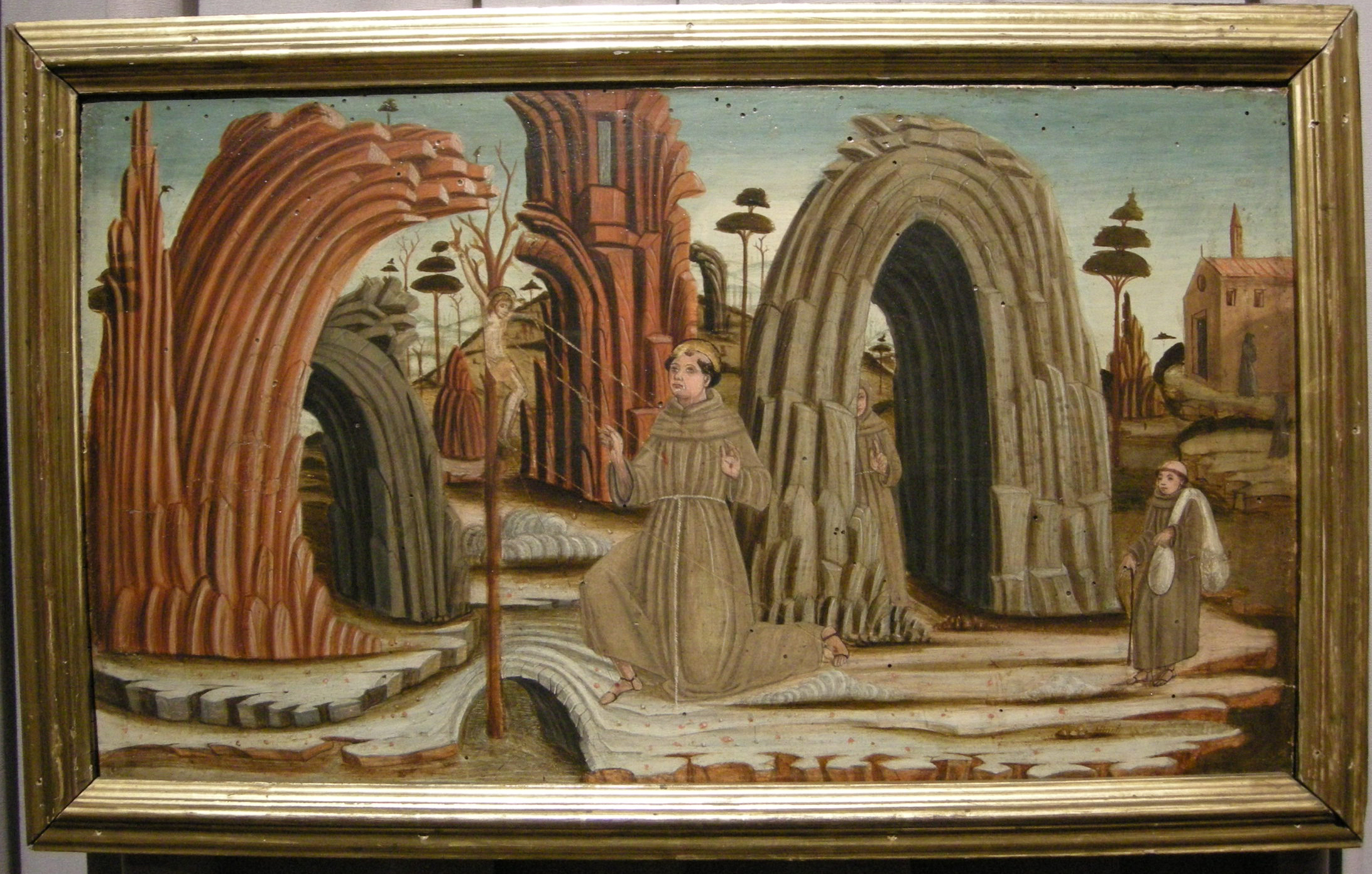
Saint François recevant les stigmates, école de Bologne.
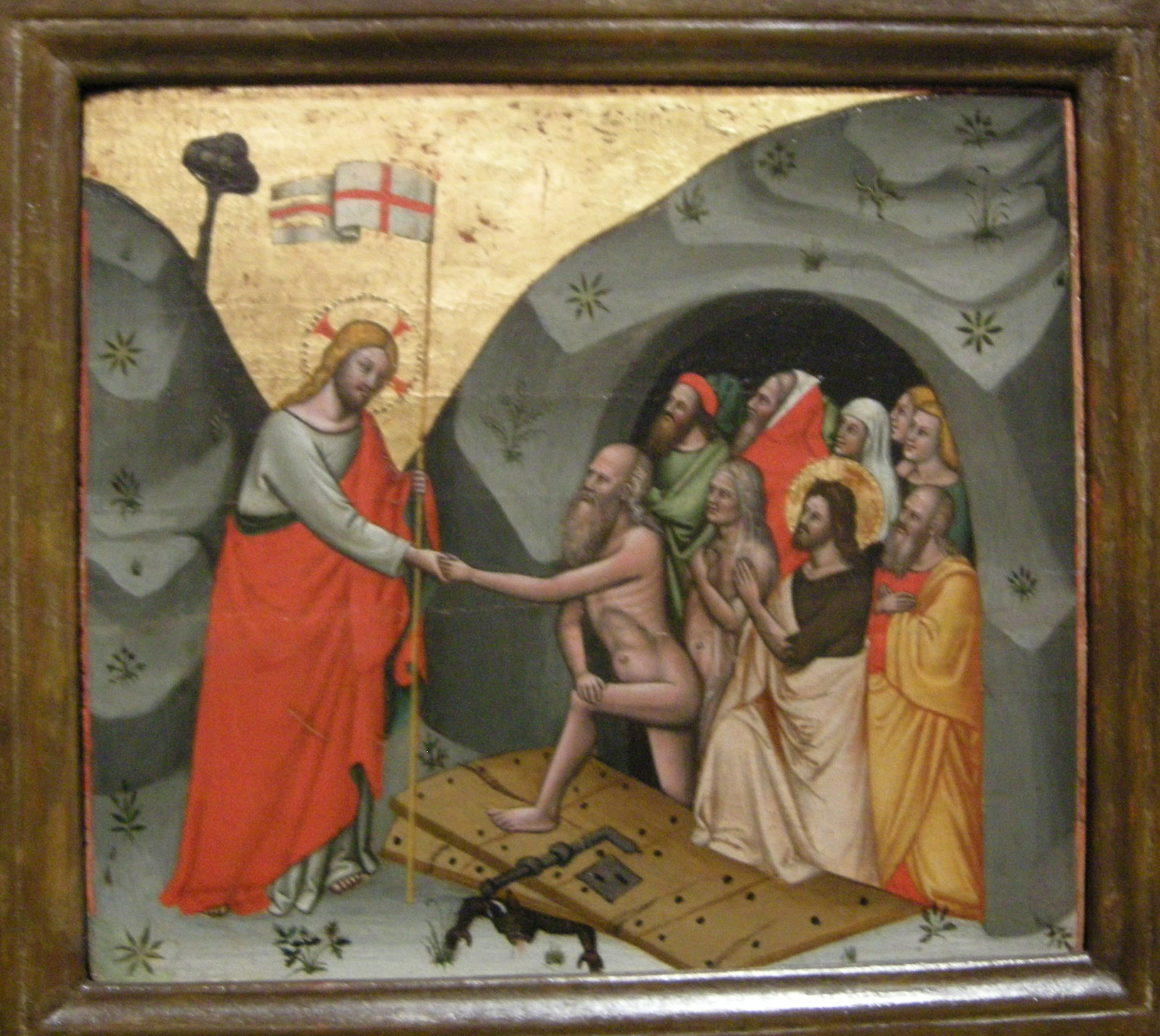
Détail des histoires du nouveau Testament, Cristoforo da Bologna.
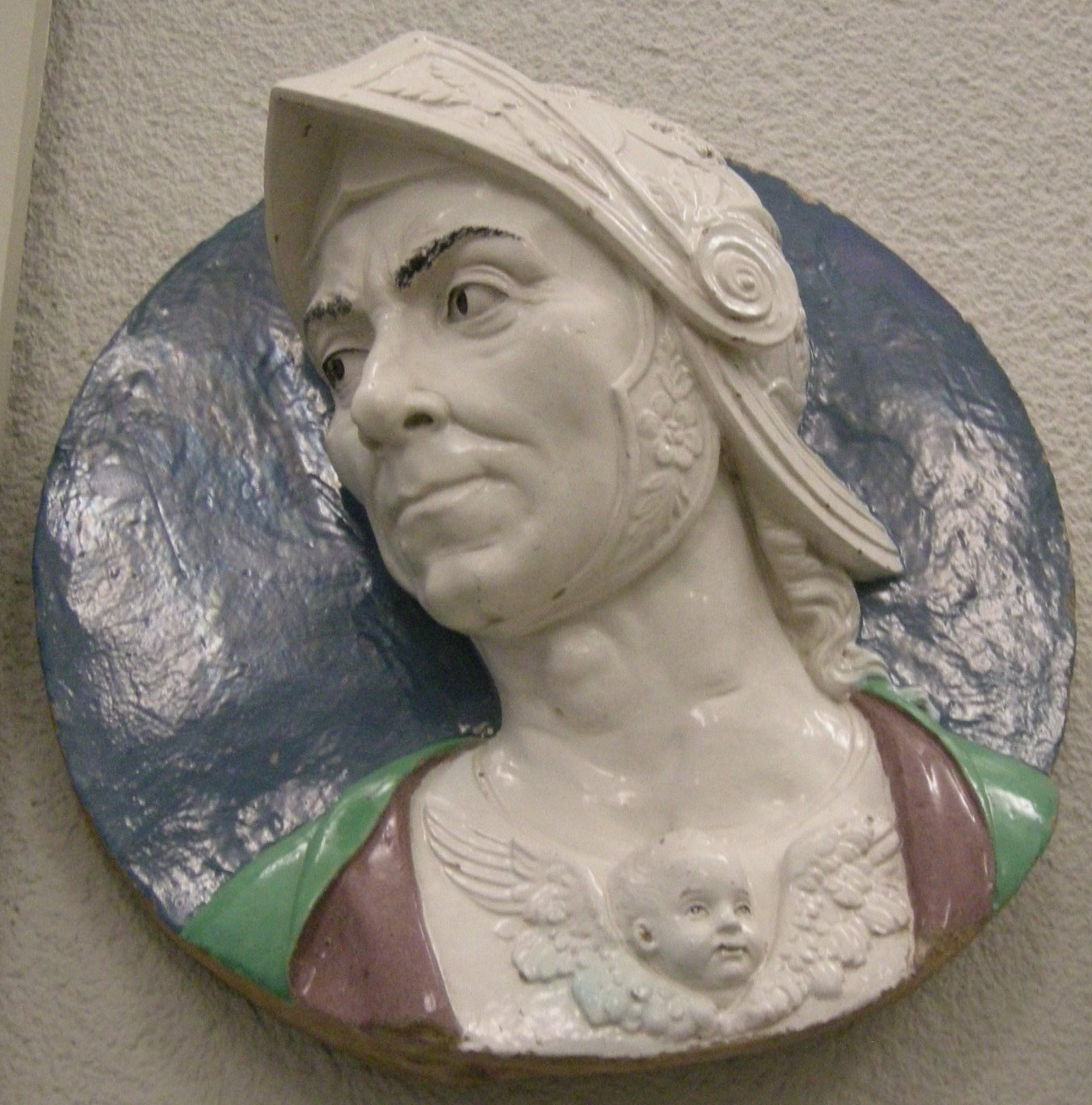
La Majolique du Guerrier, Andrea della Robbia.
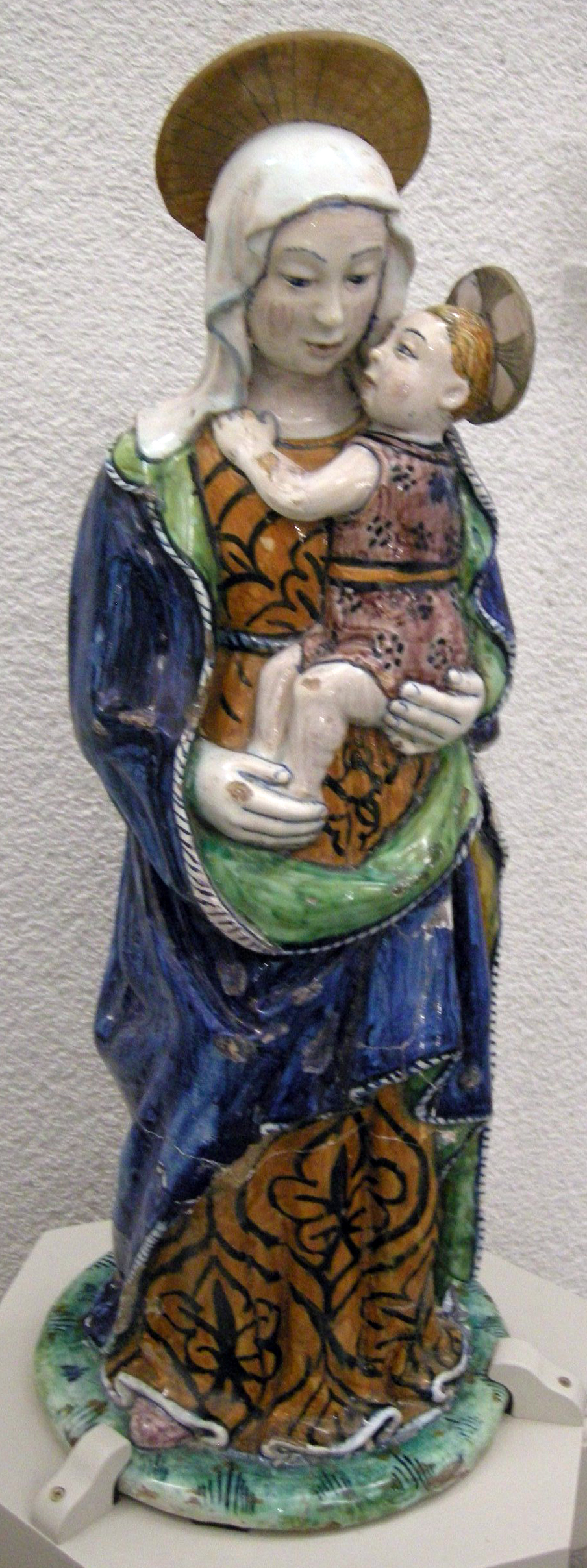
Faïence de Pesaro, Madonna à l'Enfant.

## Administration
| Période                                  | Période      | Identité          | Étiquette                    | Qualité |
| ---------------------------------------- | ------------ | ----------------- | ---------------------------- | ------- |
| 1980                                     | 1987         | Giorgio Tornati   |                              |         |
| 7 mai 1995                               | 13 juin 1999 | Oriano Giovanelli | Parti démocrate de la gauche |         |
| 13 juin 1999                             | 12 juin 2004 | Oriano Giovanelli |                              |         |
| 12 juin 2004                             | 7 juin 2009  | Luca Ceriscioli   | Parti démocrate              |         |
| 7 juin 2009                              | 30 mai 2014  | Luca Ceriscioli   | Parti démocrate              |         |
| 30 mai 2014                              | 27 mai 2019  | Matteo Ricci      | Parti démocrate              |         |
| 27 mai 2019                              | 13 juin 2024 | Matteo Ricci      | Parti démocrate              |         |
| 13 juin 2024                             | En cours     | Andrea Biancani   | Parti démocrate              |         |
| Les données manquantes sont à compléter. |              |                   |                              |         |

### Hameaux
Hameaux : Borgo Santa Maria, Candelara, Casteldimezzo, Cattabrighe, Case bruciate, Cattabrighe, Chiusa di Ginestreto, Colombarone, Fiorenzuola di Focara, Ginestreto, Novilara, Ponte valle, Pozzo alto, Santa Maria dell'Arzilla, Santa Marina alta, Santa Veneranda, Tavullia, Trebbiantico, Tre ponti, Villa Fastiggi, Villa San Martino, Villa Ceccolini

### Communes limitrophes
Fano, Gabicce Mare, Gradara, Mombaroccio, Monteciccardo, Montelabbate, Sant'Angelo in Lizzola, Tavullia

## Jumelages
La ville de Pesaro est jumelée avec :
- Ljubljana (Slovénie) depuis le 25 mars 1964 ;
- Nanterre (France) depuis le 25 mars 1969 ;
- Keita (Niger) depuis le 21 août 1987 ;
- Watford (Grande-Bretagne) depuis avril 1988 ;
- Qinhuangdao (Chine) depuis mai 1994 ;
- Rovinj (Croatie) depuis le 15 mai 1999 ;
- Rafah (Palestine) depuis le 21 janvier 2003.

## Personnalités liées à Pesaro
- Lucius Accius ( Pesaro, -170 / Rome -86), auteur tragique latin
- Gaius Aufidius Victorinus  (Pesaro, 123 – 185), sénateur, consul et gouverneur romain.
- Michelina de Pesaro, (Pesaro, 1300 - Pesaro, 1356) est une bienheureuse franciscaine béatifiée et vénérée par l'Église catholique romaine.
- Battista Sforza (Pesaro 1446- Gubbio 1472) Duc D'Urbin
- Simone Cantarini (ou Simone da Pesaro ou encore le Pesarèse, (Pesaro 1612 - Vérone 1648), est un peintre et graveur baroque de l'école bolonaise.
- Frédéric Ubaldo della Rovere (Pesaro,1605 — Urbino, 1623), duc d'Urbino
- Guidobaldo del Monte (1545-1607), pionnier de la mécanique
- Pandolfo Collenuccio (Pesaro 1444 – Pesaro, 1504) est un humaniste, historien et poète italien.
- Gioachino Rossini (1792-1868), compositeur
- Vito D'Ancona (Pesaro 1825 - Florence1884) est un peintre italien du mouvement des Macchiaioli
- Terenzio Mamiani della Rovere (Pesaro 1799  - Rome 1885) écrivain, philosophe et homme politique, acteur du Risorgimento et de l'unification de l'Italie.
- Renata Tebaldi (1922-2004), cantatrice
- Arnaldo Forlani (1925-2023), politicien
- Giovanni Francesco Guerrieri (Fossombrone, 1589 – Pesaro, 3 settembre 1657), peintre du baroque.
- Simone Cantarini (1612-1648), peintre, graveur, dessinateur
- Gian Andrea Lazzarini (1710-1801), architecte, écrivain et peintre baroque et rococo

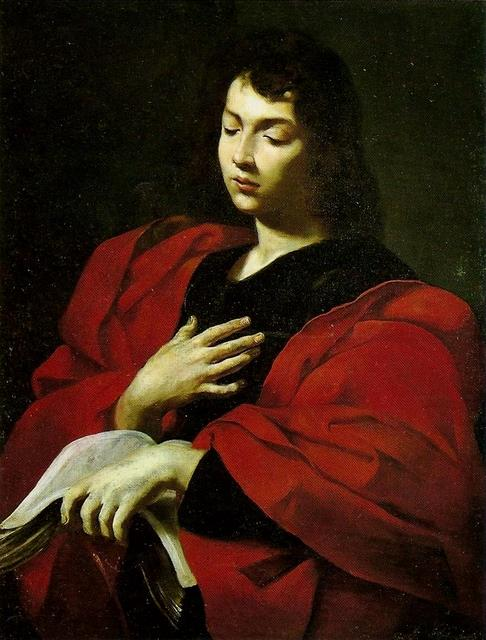
Peinture de Simone Cantarini.
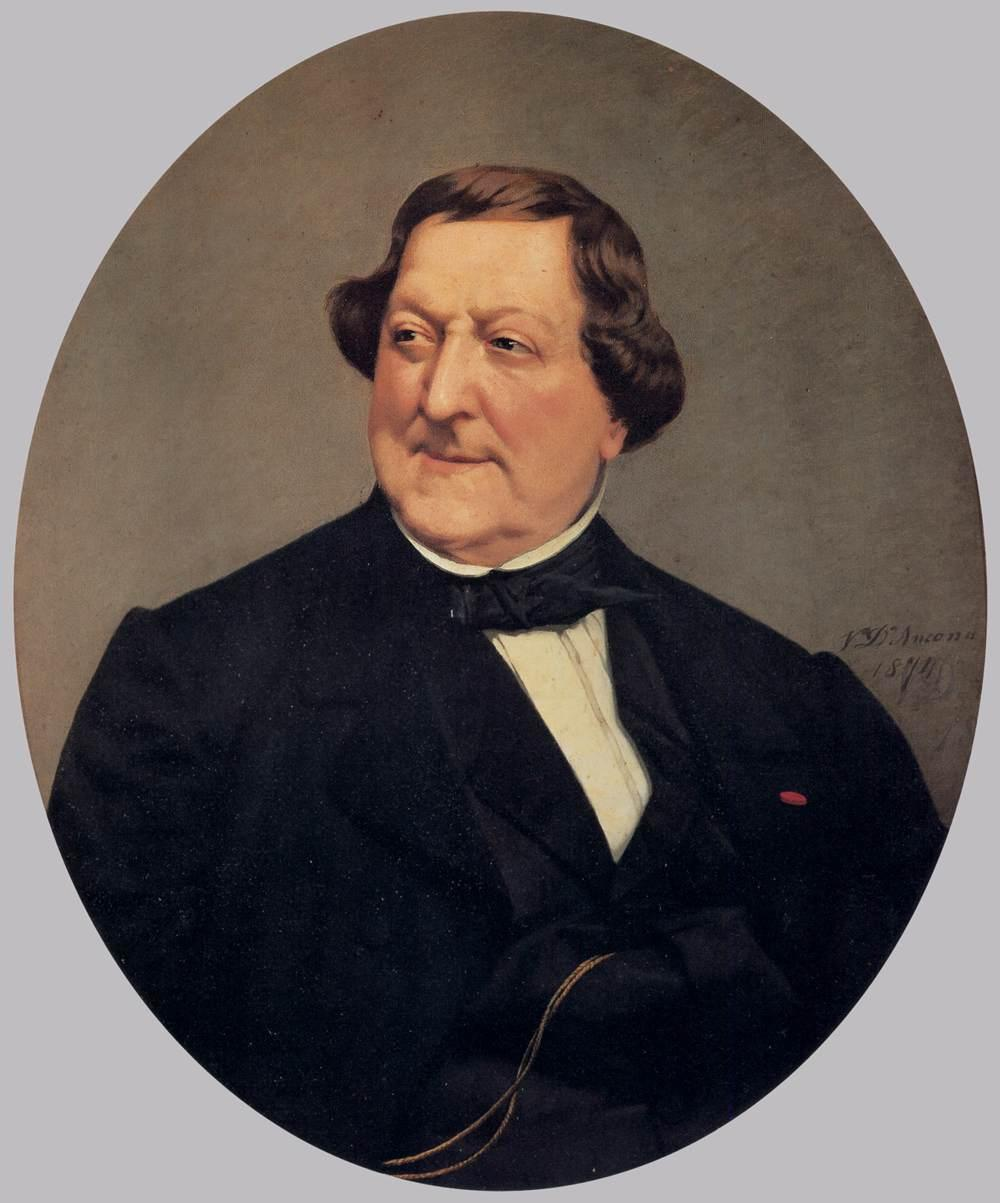
Rossini par Vito d'Ancona.
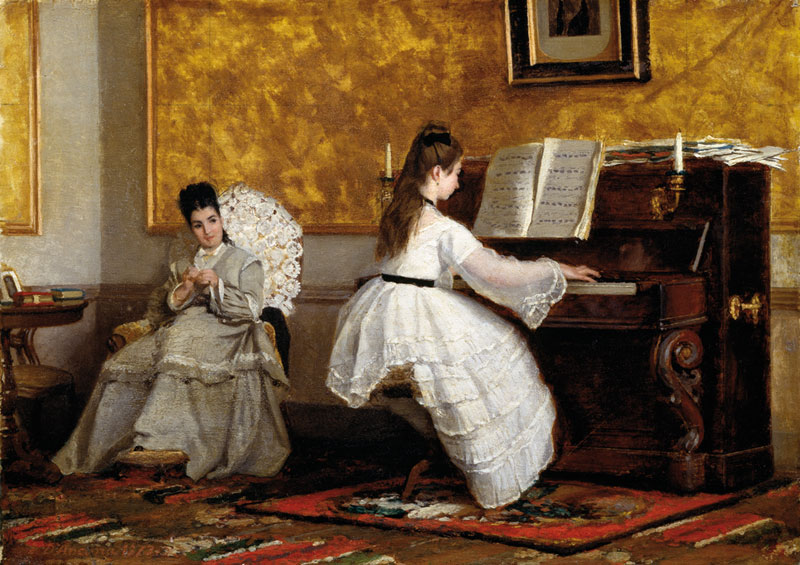
Peinture de Vito d'Ancona.
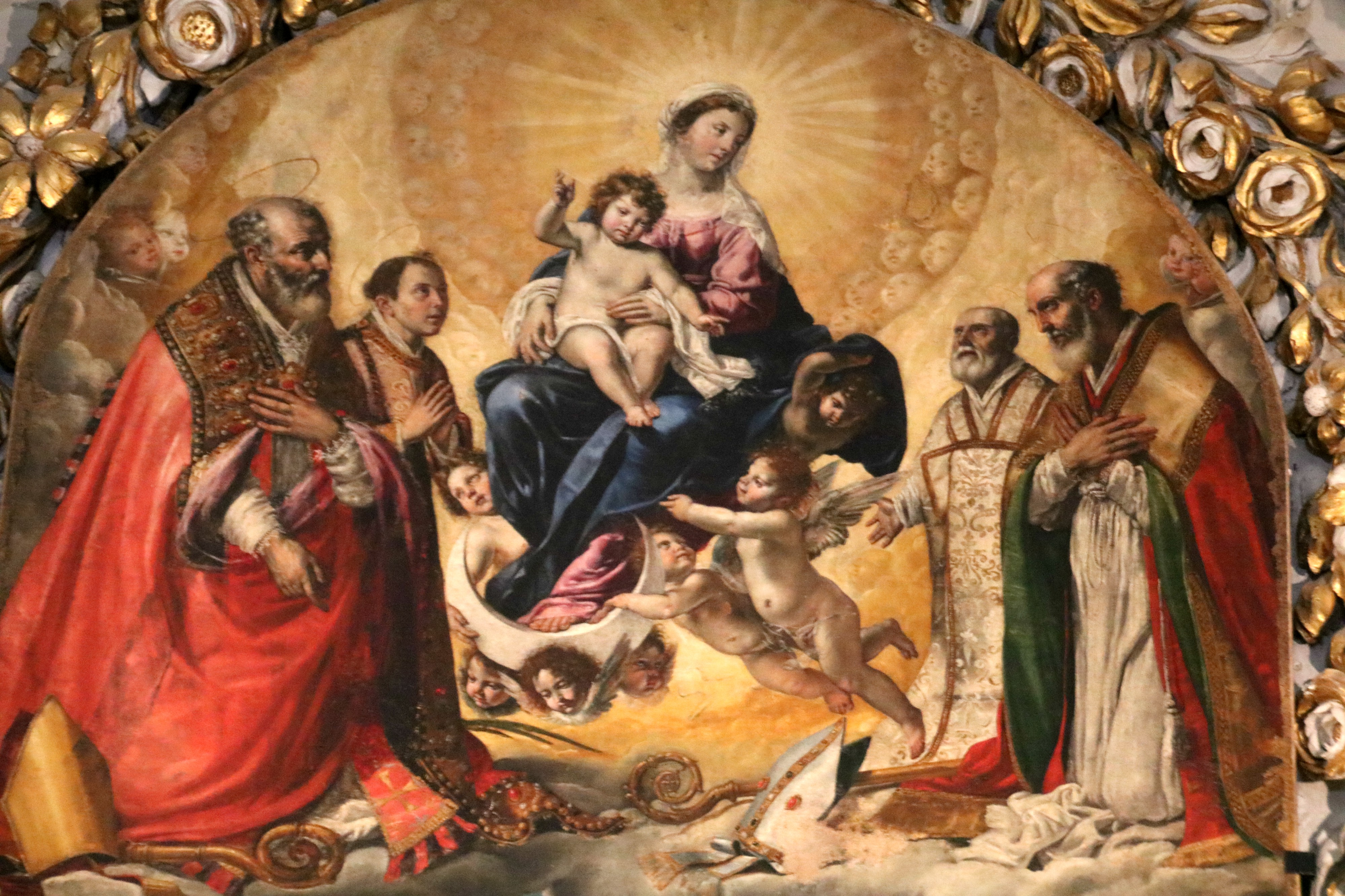
Peinture de Giovanni Francesco Guerrieri.